# ドローン (ギリシア神話)

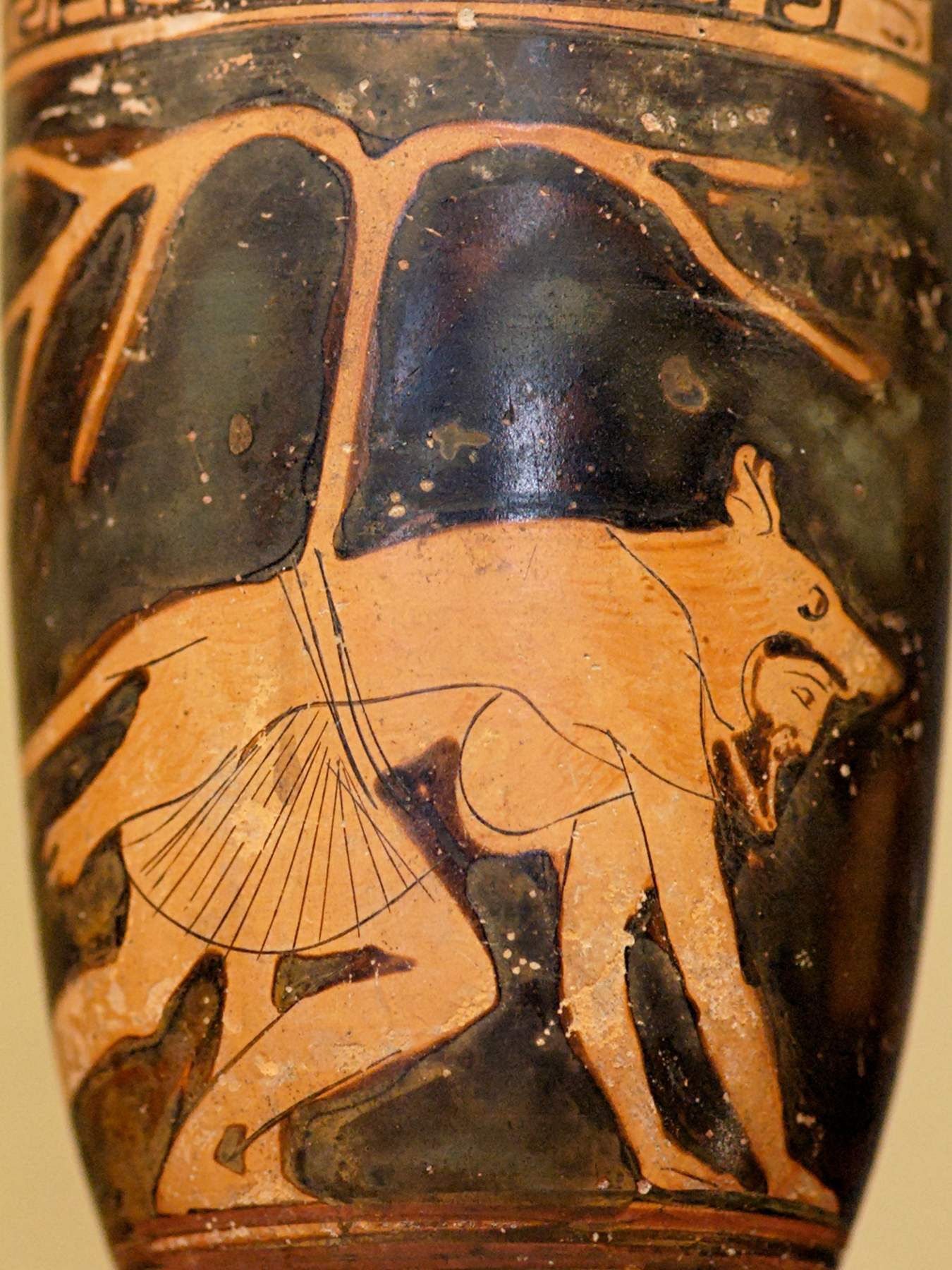
毛皮をまとって偵察に向かうドローン。ルーブル美術館所蔵

ドローン（古希: Δόλων, Dolōn）は、ギリシア神話の人物である。長母音を省略してドロンとも表記される。トロイア人エウメーデースの子、あるいはエウメーロスの子。トロイア戦争で戦ったトロイアの戦士。
『イーリアス』2日目の夜、ヘクトールが兵士たちにギリシア軍の偵察する者を求めたとき、ドローンはアキレウスの戦車と馬を報酬にもらうという条件で買って出た。そこでドローンは毛皮をまとってギリシアの陣地に向かったが、その夜、ギリシア軍もディオメーデースとオデュッセウスをトロイア軍の偵察に向かわせた。ドローンは自分に気がついたディオメーデースとオデュッセウスが近くに身を潜めていることに気づかずに通り過ぎ、背後から襲われた。ドローンはギリシア軍の方向に逃げて陣地にもぐりこもうとしたが捕らえられ、トロイアの援軍のあらゆる情報を明かした後で殺された。ディオメーデースとオデュッセウスはドローンの武具を剥いでアテーナーに捧げ、ドローンの情報に従ってトロイアの救援にやってきたばかりのトラーキアの武将レーソスを討った。
なお、エウリーピデースの悲劇『レーソス』では、ドローンがしゃべったのはヘクトールの寝床の場所で、レーソスの情報をもたらしたのはアテーナーとなっている。